# Літературно-меморіальний музей Марка Черемшини
Літературно-меморіальний музей Марка Черемшини — музей у місті Снятин Івано-Франківської області.

## Короткий опис
Музей відкритий 17 липня 1949 року в будинку, де в 1912—1927 рр. проживав Марко Черемшина. Засновником та директором музею впродовж 25 років була дружина письменника — Наталія Семанюк. Упродовж року музеєм керувала Ірина Гуцуляк. До 2019 року незмінною директоркою музею була краєзнавиця та громадсько-культурна діячка Руслана Кірєєва. Справу продовжив її син, Петро Кірєєв, котрий зараз очолив музей.

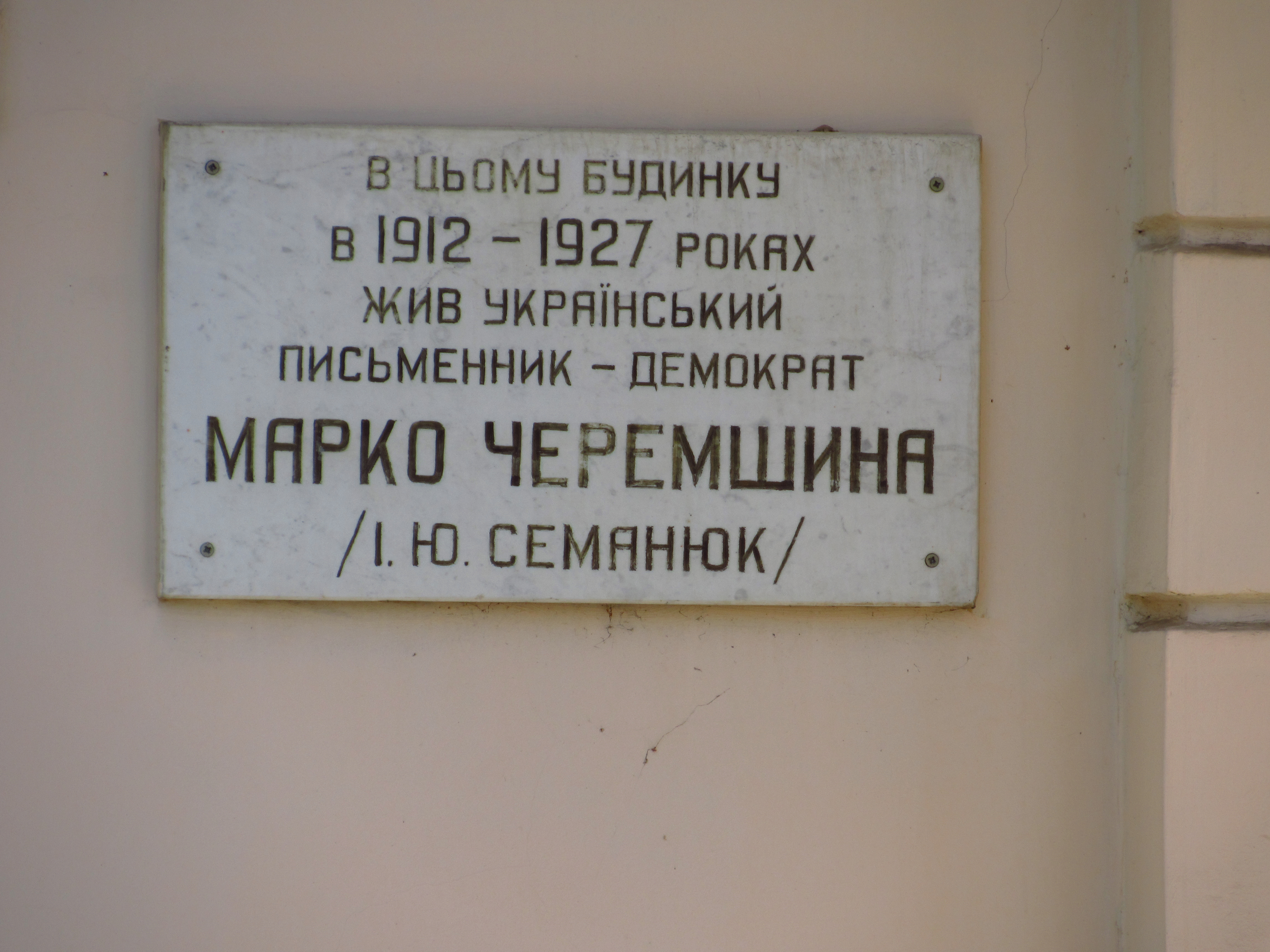
Меморіальна дошка на будинку

У восьми експозиційних кімнатах зберігаються особисті речі і книги письменника, його фотографії, статті і прижиттєві видання його творів, а також особиста бібліотека.
Фонди музею нараховують близько 4000 експонатів.
З 1999 р. при музеї діє Творчий клуб імені Марка Черемшини. Серед його членів є лауреати однойменної премії. Будівля музею є пам'яткою культурної спадщини.
Музей веде кілька дослідницьких ліній: Марко Черемшина і його доба, сучасний літературний процес на Снятинщині, снятинська діаспора в іменах та етнографічний спадок Покуття.
У 2014 році творча група музею Руслана Кірєєва, Петро Кірєєв та Іванна Стеф'юк видали джерелознавчу книгу «Марко Черемшина у спогадах, документах та матеріалах», яке на сьогодні є найновішим і найповнішим виданням в Україні на дану тематику.
У 2019 році наукова співробітниця музею, кандидат філологічних наук, доктор філософії у галузі філології Іванна Олещук (Стеф'юк) видала наукову монографію «Людина і світ у слові Марка Черемшини». Обидві книги побачили світ у рамках програми книговидання Снятинської районної ради.
У 2019 році спільно з телекомпанією «Снятин» колектив музею втілив проект автентичного читання «Наш Черемшина» — всього в ефір випущено уривки з 12-ти новел Марка Черемшини і оригінальному діалектологічному варіанті.

## Практична інформація
78300, м. Снятин, вул. Шевченка, 101.
Директор: Кірєєв Петро Михайлович.